# 32229 Higashino
32229 Higashino è un asteroide della fascia principale. Scoperto nel 2000, presenta un'orbita caratterizzata da un semiasse maggiore pari a 2,7971687 UA e da un'eccentricità di 0,0651749, inclinata di 8,66214° rispetto all'eclittica.